# Krimml
Krimml az ausztriai Salzburg tartományban Zell am See-től 54 km-re nyugatra található település.

## Földrajz
Krimml 1067 m tengerszint feletti magasságban, a Hohe Tauern Nemzeti Park területén található. Lakosainak száma 844 (2009). A Salzach folyó Krimmltől északra 2300 méteres tengerszint feletti magasságban ered. A település mellett található a 380 méter magas Krimmli vízesés.

## Közlekedés
2005-ben a Mittersill-Krimml-vasútvonal árvíz miatt megrongálódott. A felújítás után 2010 szeptemberében indult újra a forgalom.

## Képek

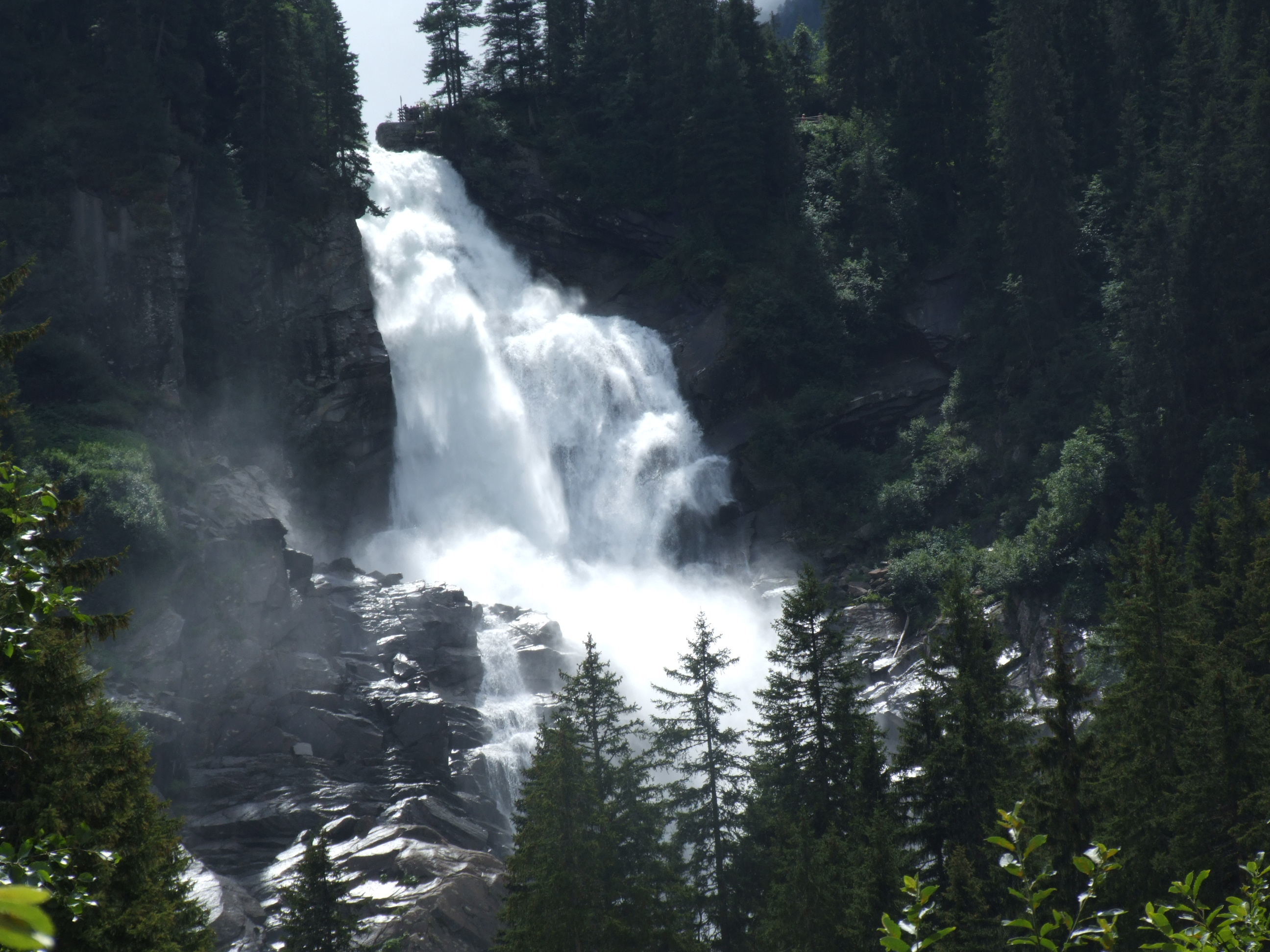
Krimmli vízesés

## Fordítás
- Ez a szócikk részben vagy egészben  a   Krimml című német Wikipédia-szócikk ezen változatának fordításán alapul.  Az eredeti cikk szerkesztőit annak laptörténete sorolja fel. Ez a jelzés csupán a megfogalmazás eredetét és a szerzői jogokat jelzi, nem szolgál a cikkben szereplő információk forrásmegjelöléseként.

## Külső hivatkozások
- A település honlapja (angolul) (németül)